# 오복성
《오복성》(중국어: 奇謀妙計五福星, 영어: Winners & Sinners, 5 Lucky Stars)은 홍콩에서 제작된 홍금보 감독의 1983년 액션, 코미디, 범죄 영화이다. 홍금보 등이 주연으로 출연하였고 추문회 등이 제작에 참여하였다.

## 출연

### 주연
- 홍금보 - 찻주전자 역(役),의형제의 막내
- 성룡 - 악바리 역(役)
- 종초홍 - 영주,미미 역(役),꼽슬이 여동생
- 오요한 - 배기관,코털 역(役),의형제의 둘째
- 진상림 - 바세린,순사기 역(役),의형제의 넷째
- 잠건훈 - 꼽슬이,안경잡이 역(役),의형제의 셋째
- 풍쉬범 - 랭스 역(役),의형제의 첫째

### 조연
- 전준 - 진회장
- 우마 - 우체부
- 하문석 - 진회장의 딸
- 엽동 - 악바리의 애인
- 장충 - 추회장

## 한국판 성우진(KBS) (1996년 8월 10일)
- 장세준 - 악바리(성룡)
- 문관일 - 주전자(홍금보)
- 정미숙 - 미미(종초홍)
- 유동현 - 코털(오요한)
- 성완경 - 순사기(진상림)
- 조동희 - 안경잡이(잠건훈)
- 설영범 - 랭스(풍쉬범)
- 윤기황 - 진회장(전준)
- 장승길 - 악바리의 상관(진흔건) / 추회장(장충) / 우체부(우마)
- 김민석 - 경찰(원표)
- 장혜선 - 진회장의 딸(하문석) / 경찰의 애인(이새봉)
- 한호웅 - 조직원(장가년)
- 이선 - 악바리의 애인(엽동)